# Ukrainian Quarterly
«The Ukrainian Quarterly» — англомовний квартальник східноєвропейської й азійської проблематики, видання Українського Конгресового Комітету Америки (УККА), виходить у Нью-Йорку з жовтня 1944; засновник і головний редактор Микола Чубатий (з допомогою С. Шумейка і К. Меннінґа), з жовтня 1957 редактор Володимир Душник; наклад 3 000.
Завданнями журналу за радянських часів було протидіяти совєцькій пропаганді об'єктивною інформацією, опертою на джерельні матеріали, інформувати вільний, головне англомовний, світ про актуальні українські політичні, економічні і культурні проблеми, зокрема про рух опору в УССР та про життя українців у США і в діяспорі; широкий відділ рецензій. Часопис брав до уваги також проблеми інших поневолених народів СССР і його сателітів та підтримує їхні змагання до незалежности.
Сьогодні діапазон тематики журналу розширився. Це наукові статті з літератури, історії, соціології, політології тощо. Журнал має читачів у різних країнах світу, в тому числі і в Україні. До 2010 р. видано LXV томів.
The Ukrainian Quarterly - єдиний англомовний журнал, який протягом п’яти десятиліть стежить за подіями в одній з найбільших держав Європи - Україні. Він надав глибокий історичний, соціальний та економічний аналіз України та продовжує робити це сьогодні. Він пропонує безліч неупереджених та стислих статей, написаних відомими письменниками та науковцями про Україну з міжнародної точки зору. 